# Anglais du West Country

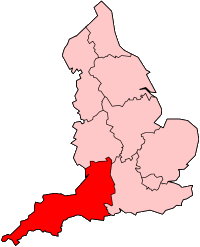
Le West Country en Angleterre

L'Anglais du West Country est la variété linguistique du West Country. Son accent diffère de l'anglais britannique standard par un rhotacisme élevé, des diphtongaisons aigües et d'autres aspects comme l'élision du h initial ou du t final. Il partage des similarités avec d'autres accents à travers le sud de l'Angleterre (comme le Cockney) ou encore l'accent irlandais. Il est historiquement lié au côtoiement et à l'interaction de deux aires linguistiques : le cornouaillais et le vieux saxon.